# ام‌سی. ۷۲
ام‌سی. ۷۲ (به انگلیسی: Macchi_M.C.72) یک هواگرد از نوع هواپیمای آب‌نشین رقابت ورزشی ساخت شرکت Aeronautica Macchi است. هواگرد ام‌سی. ۷۲ نخستین پروازش را در ژوئیه ۱۹۳۱ میلادی انجام داد. در مجموع، تعداد ۵ فروند از این هواگرد ساخته شده‌است.
طراح این هواگرد، Mario Castoldi بود.